# Latosaari, Salo
Latosaari är en ö i Finland. Den ligger i sjön Enäjärvi och i kommunen Salo i den ekonomiska regionen  Salo och landskapet Egentliga Finland, i den södra delen av landet, 70 km väster om huvudstaden Helsingfors. Öns area är 8,2 hektar och dess största längd är 480 meter i sydöst-nordvästlig riktning.